# 蘇丹艾哈邁德清真寺
蘇丹艾哈邁德清真寺是土耳其的國家清真寺，也是土耳其最大城市及鄂圖曼帝國首都伊斯坦堡的清真寺古蹟。蘇丹艾哈邁德清真寺是其中一個因室內磚塊所用的顏色而被稱為藍色清真寺的清真寺。
蘇丹艾哈邁德清真寺建於苏丹艾哈邁德一世統治時的1609年至1616年。如同其他清真寺一樣，蘇丹艾哈邁德清真寺包含一個創建者的陵墓、一所梅德雷斯（伊斯蘭學校）及一所收容所。蘇丹艾哈邁德清真寺成為伊斯坦堡其中一個最受旅客歡迎的觀光勝地。

## 歷史
在吉托瓦托洛克和約（Peace of Zsitvatorok）及對波斯人的戰事失利後，鄂圖曼帝國蘇丹艾哈邁德一世決定要在伊斯坦堡建造一座大型清真寺以安撫阿拉。這是第一所四十年以上的帝國清真寺。以往的蘇丹都以戰利品來承擔建築費用，但艾哈邁德一世在位時並沒有贏取一些重要的勝利，不得不從國庫裡調用資金興建，卻引起了阿訇的憤怒。
蘇丹艾哈邁德清真寺建在君士坦丁堡大皇宮上，與聖索菲亞大教堂（當時伊斯坦堡最受崇敬的清真寺）及具象徵性的君士坦丁堡競技場相對。清真寺南部的大部分建築都利用了大皇宮的根基、穹頂及圓頂地下室。一些在建築地點上的宮殿，如索库鲁·穆罕默德帕夏的宮殿，都須出資購買並拆除。
清真寺的建築工程始於1609年8月，由蘇丹親自主持動土儀式，艾哈邁德一世有意讓蘇丹艾哈邁德清真寺成為他的第一個帝國清真寺。他任命著名建築師希南徒弟賽德夫哈爾·穆罕默德阿迦負責這一項工程。清真寺的詳細工程記錄在八卷書籍裡，現在收藏在托卡比皇宮裡。開幕典禮舉行在1617年（1616年已有通行記錄），蘇丹可以在皇家包廂內祈禱。蘇丹艾哈邁德清真寺在艾哈邁德一世統治後期仍未完工，直至穆斯塔法一世時。蘇丹艾哈邁德清真寺是世上最令人留下深刻印象的古蹟之一，可與聖索菲亞大教堂媲美。
1953年至1976年發行的土耳其里拉500元紙幣的背面印有蘇丹艾哈邁德清真寺。

## 建築

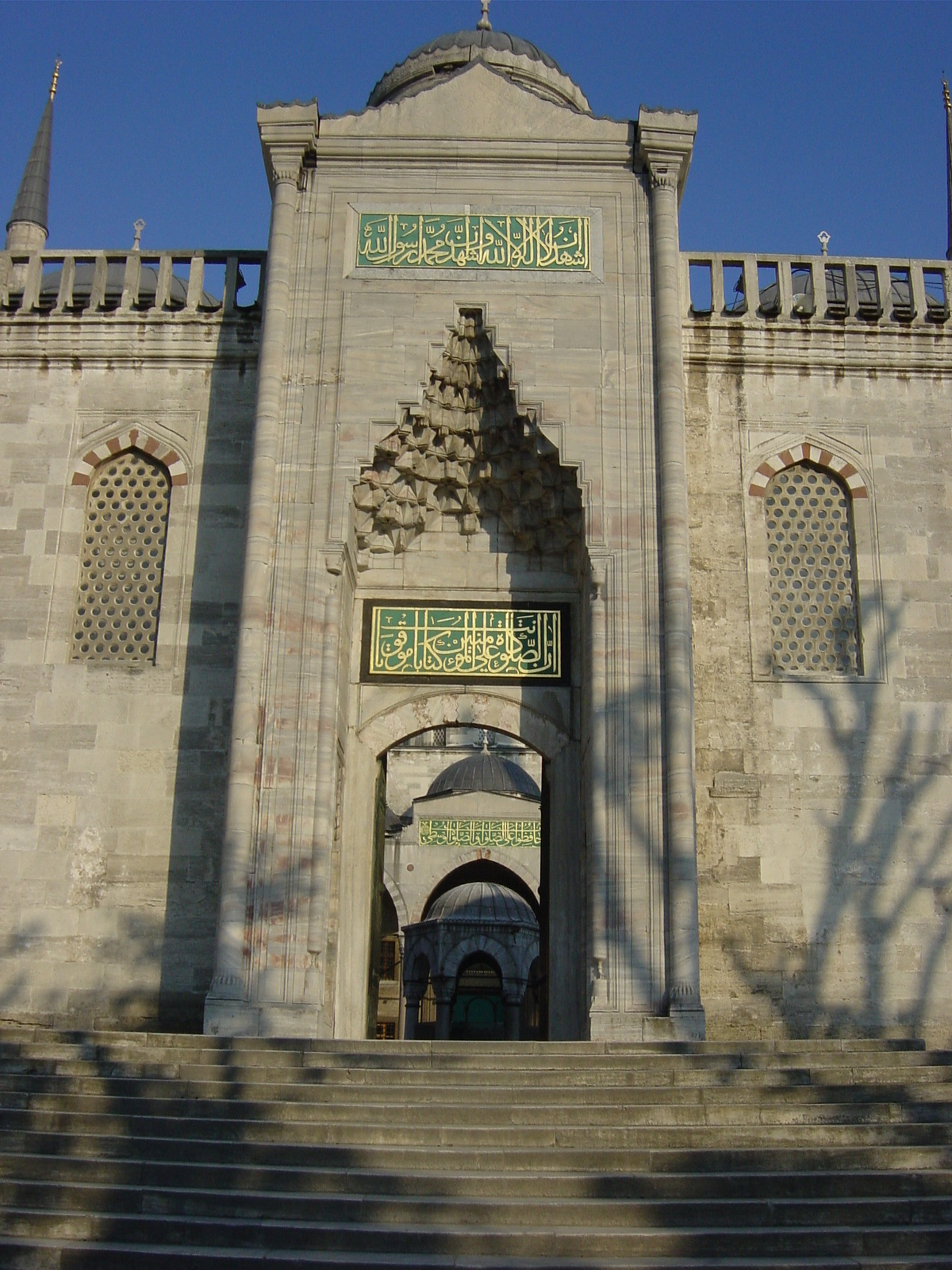
往庭院的大門

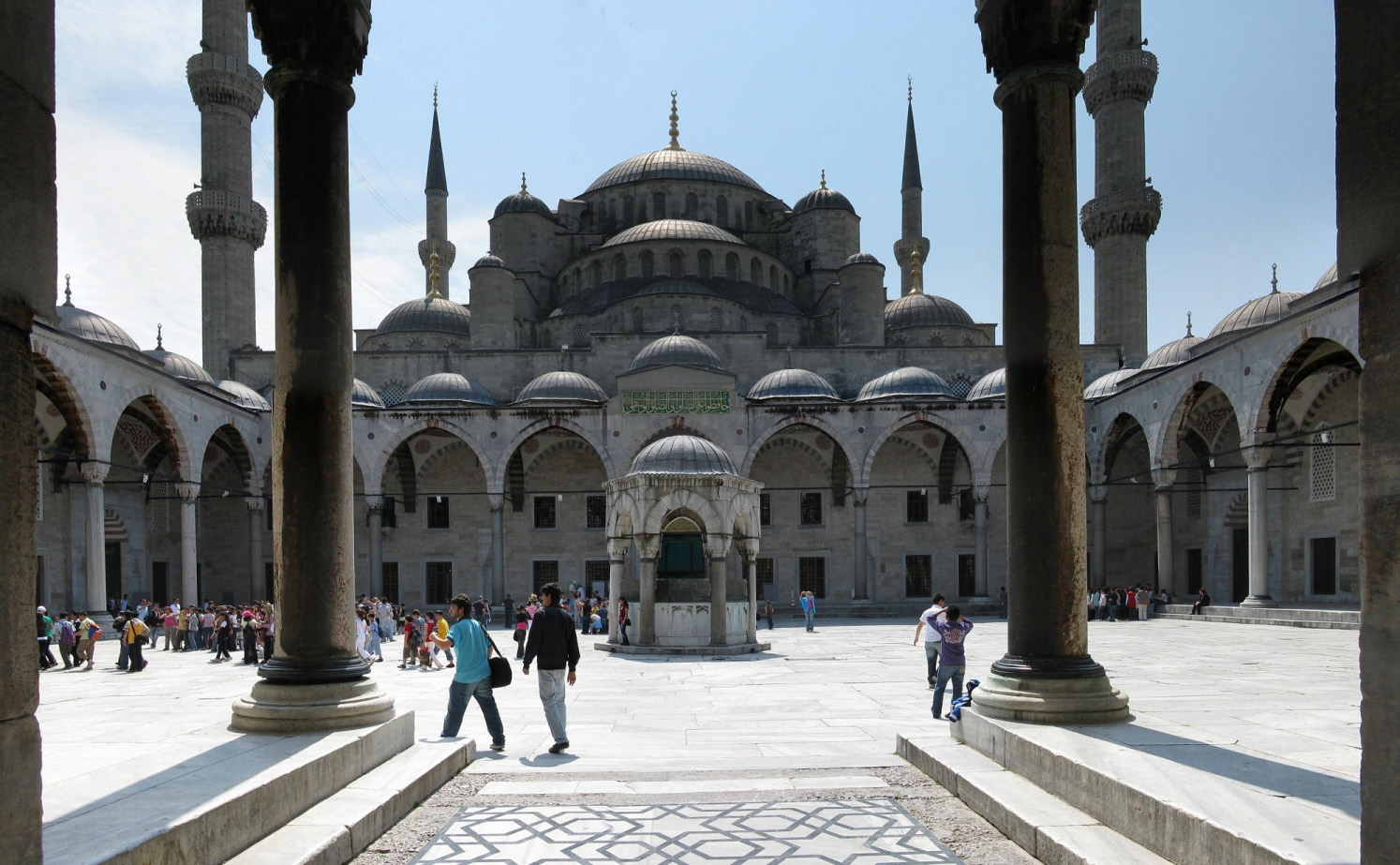
內庭景觀

蘇丹艾哈邁德清真寺的設計是結合了鄂圖曼建築及拜占庭教堂兩個世紀以來發展而得的精粹。清真寺參照了鄰近的聖索菲亞大教堂的拜占庭特色，並加入傳統的伊斯蘭建築，被視為奧斯曼建築古典時期的最後一個大型清真寺建築。這建築綜合了賽德夫哈爾·穆罕默德阿加師父希南的意念，以宏揚清真寺的龐大、莊嚴及壯麗。清真寺由賽德夫哈爾·穆罕默德阿加設計，被認為是鄂圖曼古典建築的最後一個典範之作。

### 外觀
賽德夫哈爾·穆罕默德用上了大量的物料，特別是石頭及大理石，甚至從其他重要建築上調動資源。清真寺的佈局不規則，因為建築師須考慮到建築地點的限制。建築物的正面是出入口，面對競技場。此外，賽德夫哈爾·穆罕默德又參照希南第一個大型工程塞札德清真寺，具有同樣的方形四葉飾設計及廣闊的前院。祈禱殿的上方是穹頂及半穹頂，中央穹頂的直徑是23.5米，高43米，由四條巨大的柱子支撐，這一點與埃迪爾內的塞利米耶清真寺相似。賽德夫哈爾·穆罕默德相當小心，運用了誇張的安全邊際，但卻破壞了穹頂優雅的比率。支柱的基部由複合凸狀大理石溝紋組成，而上層則著了色，由一個刻有鍍金文字的嵌條分隔開。整體具有視覺諧和的效果，將人們的目光帶到中央穹頂上。
前庭的風格與塞利米耶清真寺相似，除了邊角穹頂上的小塔。前庭的面積與清真寺相約，被一道拱廊圍繞著，兩旁都設有沐浴設施，中央的六角形水泉與庭院的大小相比略小。通往中庭的通道則自拱廊處延伸出來，半穹頂有良好的鐘乳石結構，頂上有一個較小的肋狀穹頂。
庭院出入口的上方繫著一條鐵鏈，只有蘇丹才可以騎著馬進入庭院，蘇丹得彎低頭進入庭院，這象徵式的動作確保了統治者在這神聖清真寺面前表現出謙卑。

### 內景

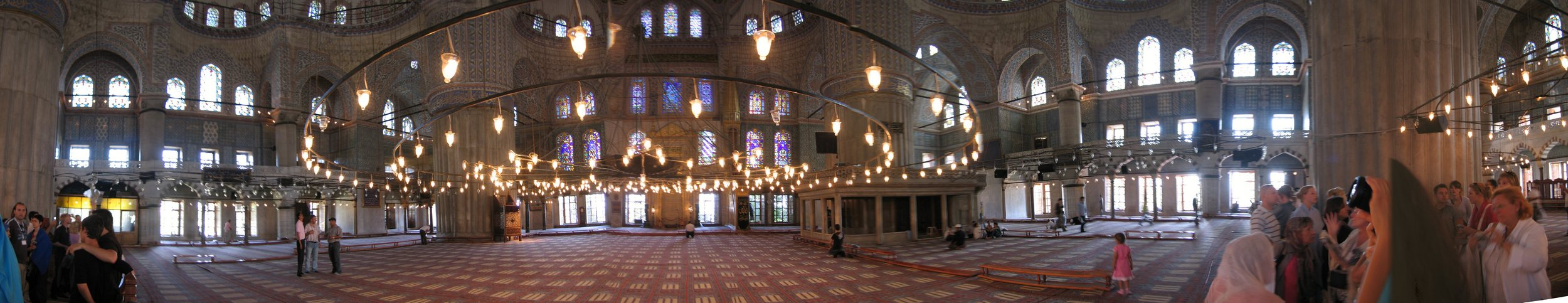
清真寺內景；後方是聖龕，而右方柱子的位置則是帝王包廂

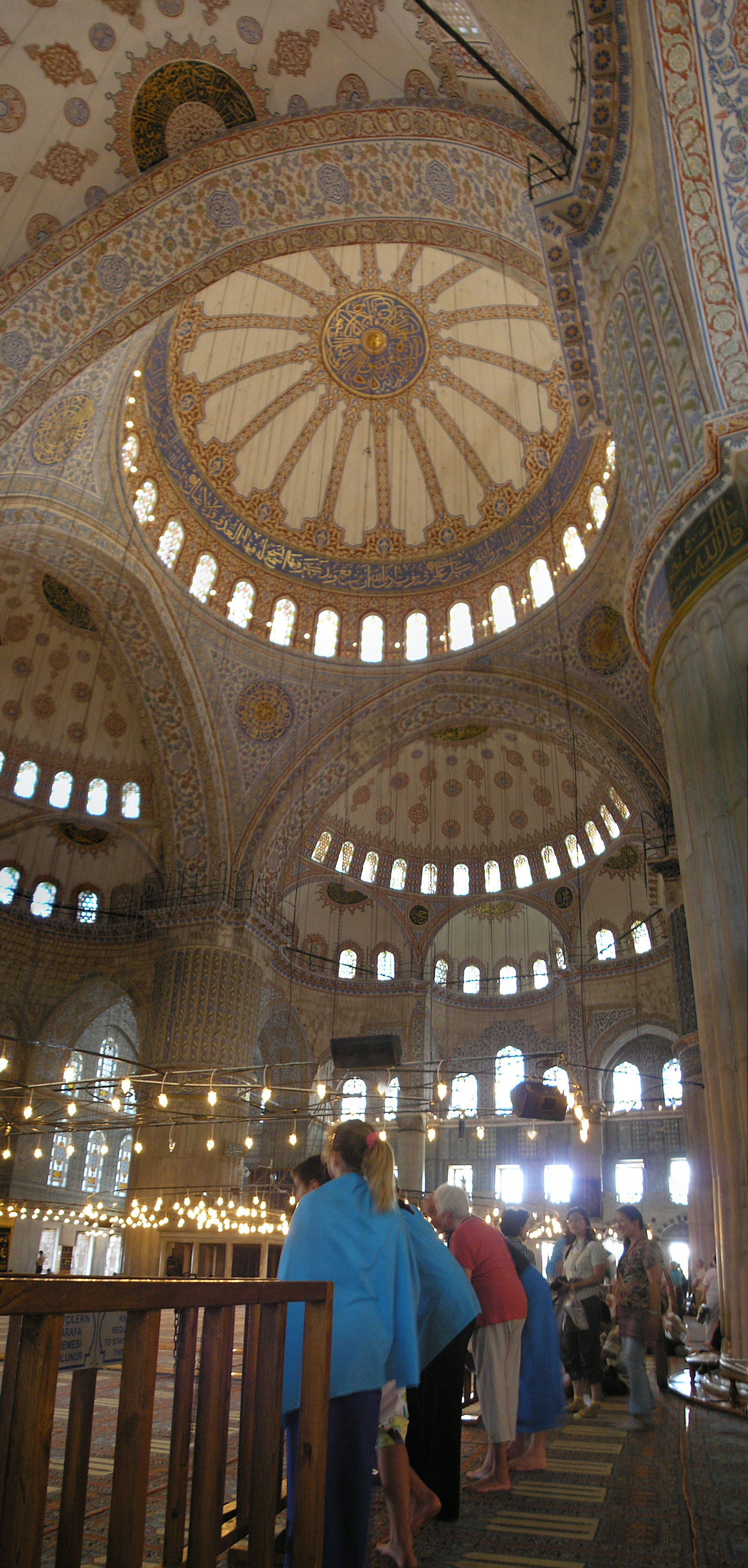
中央圓穹及半圓穹

在清真寺內部的基部及柱子上都砌上超過20000塊手工陶瓷磚瓦，全部出產自伊茲尼克，磚瓦設計超過五十種鬱金香款式。低處的磚瓦均是傳統設計的，高處的磚瓦則是各種華麗的花朵、水果及柏樹款式。這些磚瓦都是由伊茲尼克的陶藝大師監制的，但蘇丹的法令限制了建築者對磚瓦的花費，而當時磚瓦價格上漲，導致後期所使用的磚瓦欠佳。磚瓦已經褪色，釉料都變得模糊不清，而樓座牆身所用的磚瓦都回收自1574年托卡比皇宮失火後遺留的磚瓦。
上層的顏料採用主要是藍色，但素質欠佳。超過二百個設計精細的有色玻璃窗戶採納天然光線，現今則以吊燈輔助照明。在吊燈上置放了一些鴕鳥蛋，用以驅逐蜘蛛、避免蜘蛛結網。室內的裝潢包括古蘭經的經文，出自當代的書法家薩伊德·卡斯姆·古巴里（Seyyid Kasim Gubari）。地面鋪上了地氈，地氈由信徒捐贈，當地氈出現磨損後便會更換。寬大的窗戶予人感覺開揚，底層的窗扉飾以碎塊形工藝（Opus sectile）。每個對話室都設有五道窗戶，部分窗戶被蒙蔽，而每個半穹頂都有十四道窗戶，穹頂則有二十八道窗戶，窗戶上的有色玻璃是由威尼斯領主所送贈，大部分都被藝術價值甚低的現代窗戶取締。
室內其中一個重要的組成部分是聖龕，聖龕由經過雕刻的大理石所造，其上是鐘乳石壁龕及雙重刻板，附近的牆壁都鋪上陶瓦，但附近的窗戶卻不太華麗。聖龕右邊有一個美輪美奐的講道壇，在星期五午間及宗教節日，阿訇會站在講道壇上講道。清真寺內被設計成無論多麼擁擠，任何人都能夠看到及聽到阿訇講道。
皇室專用的亭台則位於東南角，包括一個講臺、一道走廊及兩間小幽靜室，可通往上層的皇室包廂。1826年土耳其新軍叛亂時，大維奇爾在幽靜室設立了總部。十道大理石制造的圓柱支撐著皇室包廂，皇室包廂內有其聖龕，飾以玉玫瑰及金箔，另有一百部古蘭經及誦經臺。
燈飾在以往都輔以黃金及寶石，燈罩上都有鴕鳥蛋及水晶球，這些飾品都已被移去。
牆上的牌匾寫有哈里發的名字及古蘭經經文，大抵出自十七世紀書法家卡斯姆·古巴里。

## 宣礼塔

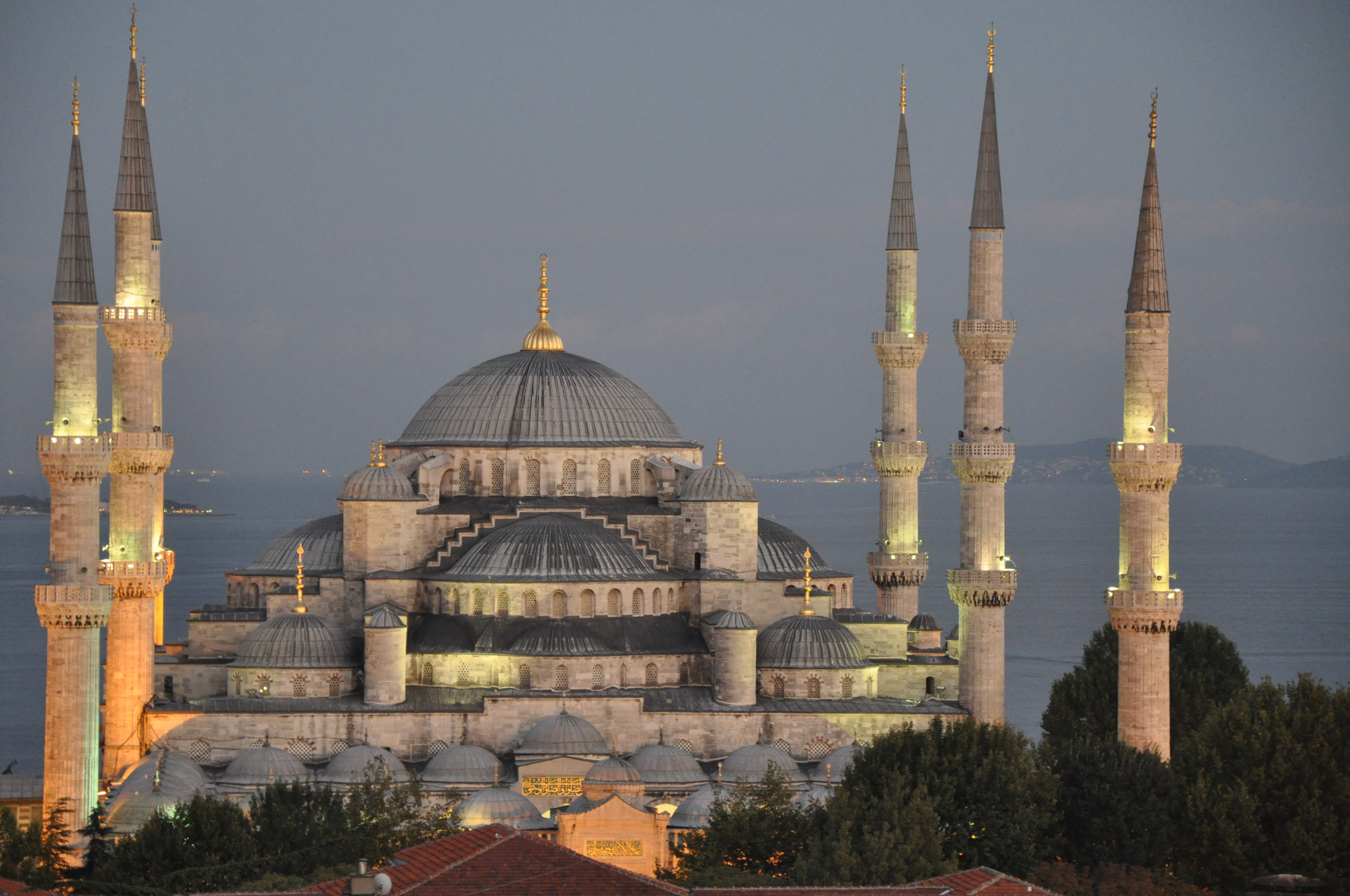
蘇丹艾哈邁德清真寺的六座宣礼塔

土耳其有兩座清真寺附有六座宣礼塔，蘇丹艾哈邁德清真寺是其中之一，另一個位於阿達納。當宣礼塔的數目透露了出來後，蘇丹被批評為傲慢，因當時麥加克爾白的清真寺同樣具有六座宣礼塔，蘇丹於是出資建造麥加第七座宣礼塔。
蘇丹艾哈邁德清真寺的角落有四座宣礼塔，宣礼塔有凹槽、呈鉛筆狀，各有三個樓座，並有鐘乳石沈樑，而前庭的另外兩座宣礼塔則只有兩個樓座。
報告禱告時刻的人得沿著狹窄的樓梯攀上宣礼塔宣佈喚拜（Adhan），每天五次。現今則使用擴音裝置，在舊城可以清晰聽到喚拜，鄰近的清真寺也會重複喚拜。大群土耳其人及遊客會在日落時聚集在面向清真寺的公園，聽聞晚禱的喚拜。日落時，清真寺會顯得金光閃閃。

## 本篤十六世的到訪及默禱
本篤十六世在訪問土耳其時，於2006年11月30日到訪蘇丹艾哈邁德清真寺,他是歷史上第二位到穆斯林地方進行禮拜的教宗。他在蘇丹艾哈邁德清真寺內面向麥加的方向，並作出穆斯林祈禱的姿態，進行默禱。他除去了鞋子，合上雙眼靜止了近兩分鐘，期間一直與伊斯坦堡大教長穆斯塔法·賈里奇（Mustafa Cagrici）及蘇丹艾哈邁德清真寺阿訇一起。
教宗「為此感謝神聖的上帝」，並說：「信徒都認為上帝與他們同在，並且是忠實弟兄的見證人。」他認為土耳其「是東西方友誼及合作的橋樑」，並感謝土耳其人民在他到訪時所表達的「摯誠及慰問」，並「感到愛和理解」。

## 圖片

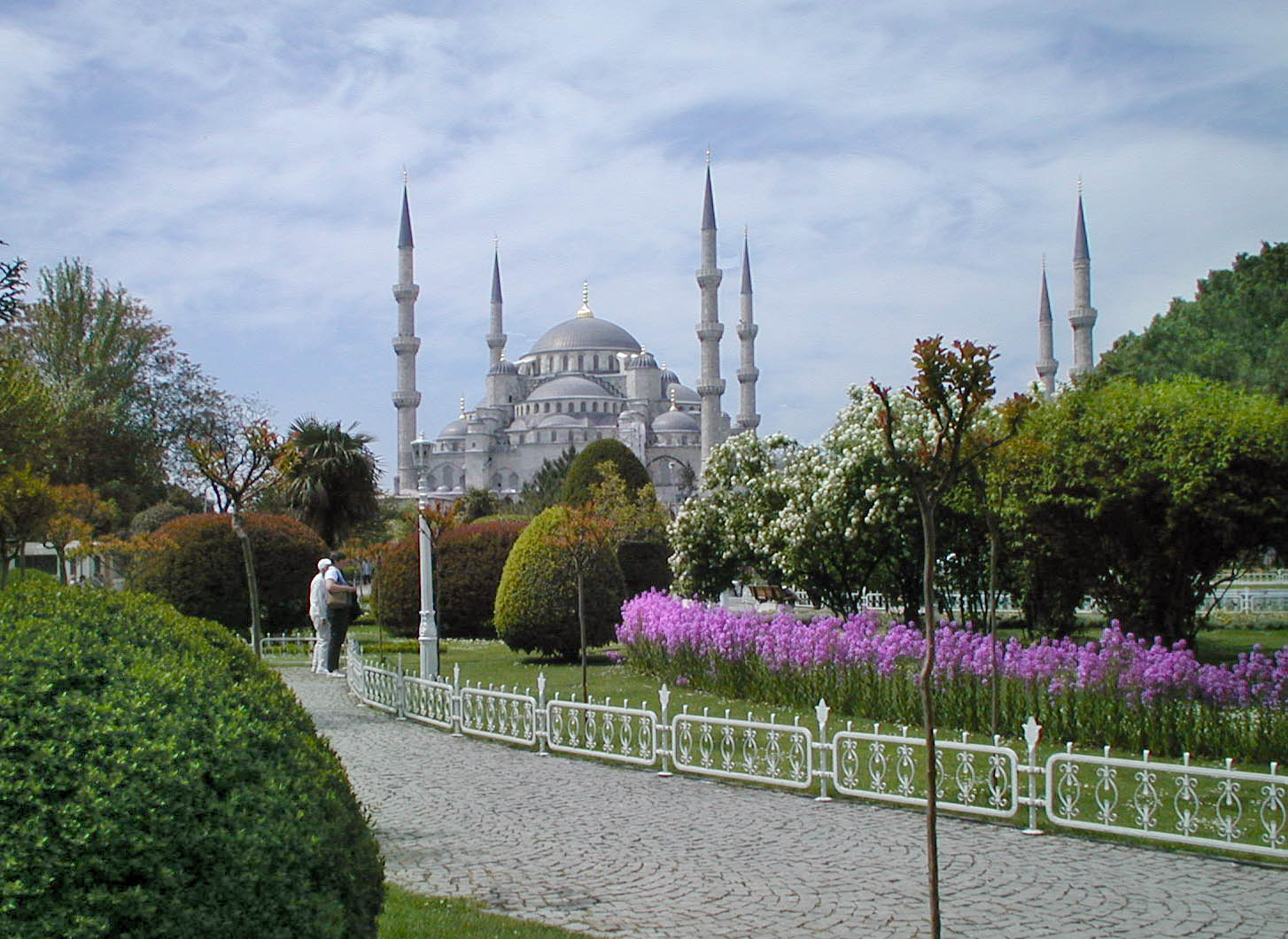
蘇丹艾哈邁德清真寺
- 從蘇萊曼清真寺遙望艾哈邁德蘇丹清真寺
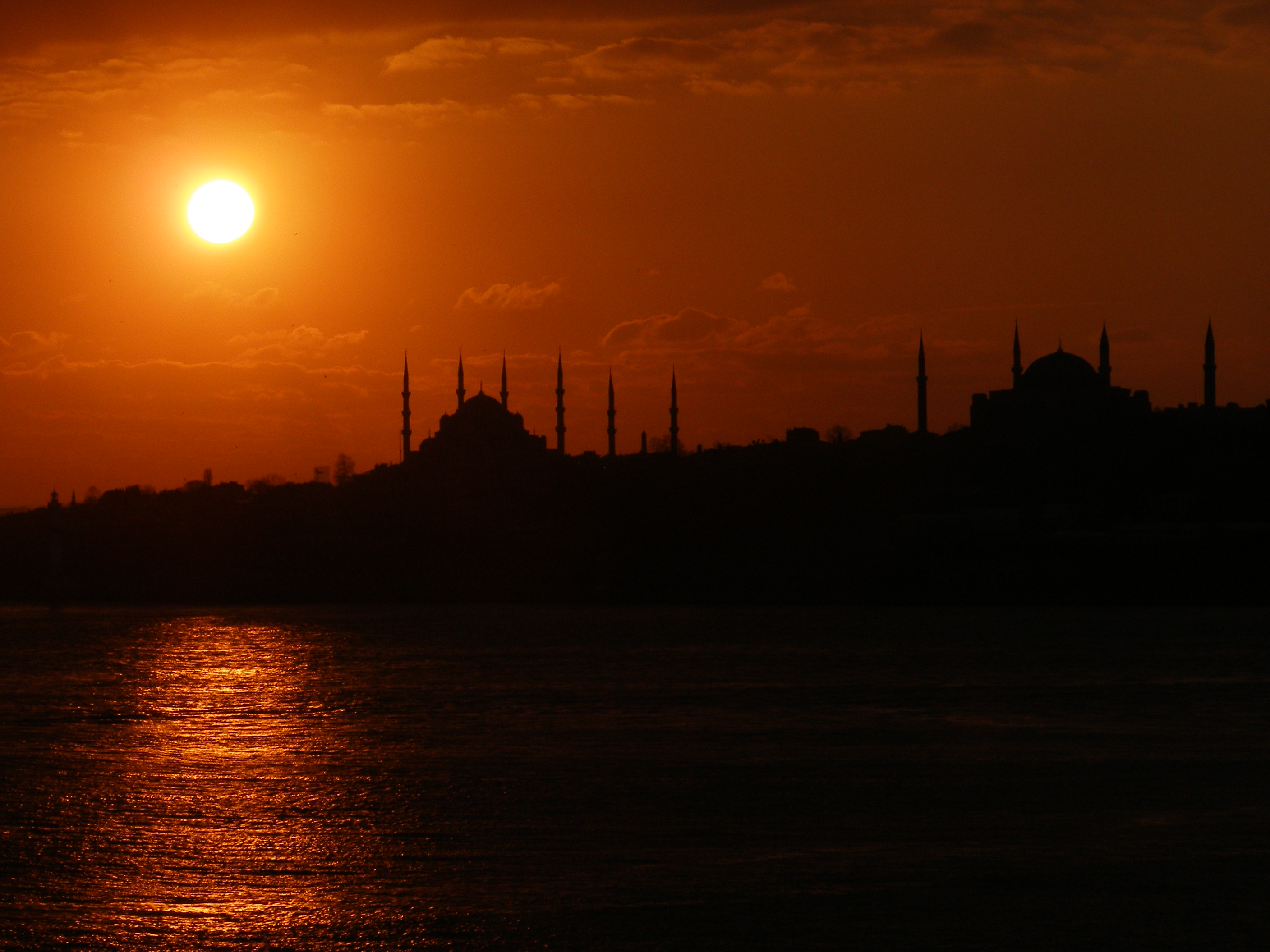
黃昏的博斯普魯斯海峽，左方是艾哈邁德蘇丹清真寺，右方是聖索菲亞大教堂
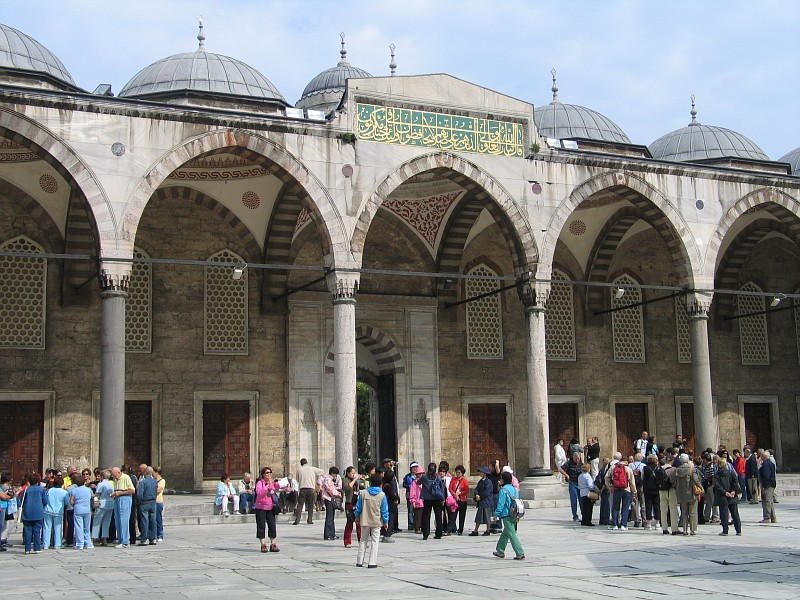
艾哈邁德蘇丹清真寺的出入口及前庭拱廊
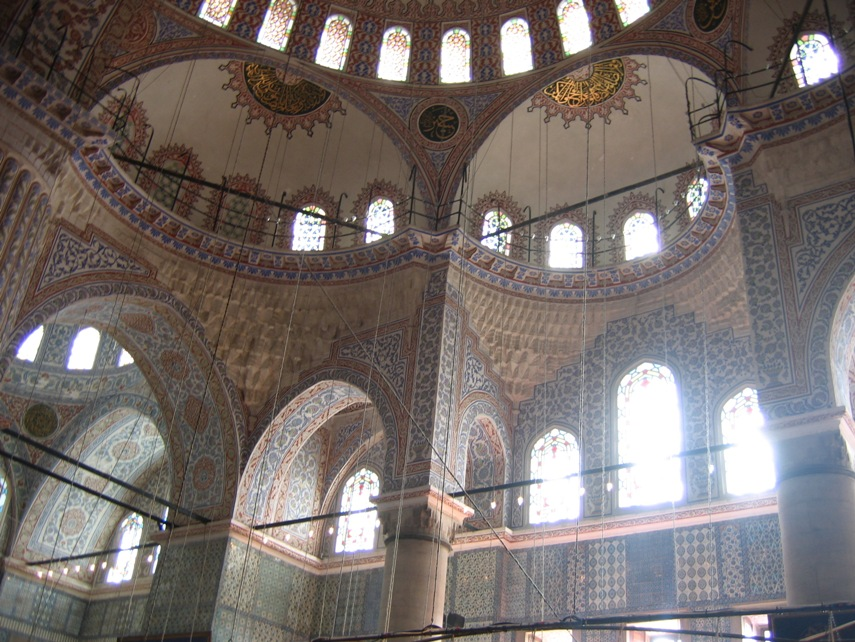
清真寺內景
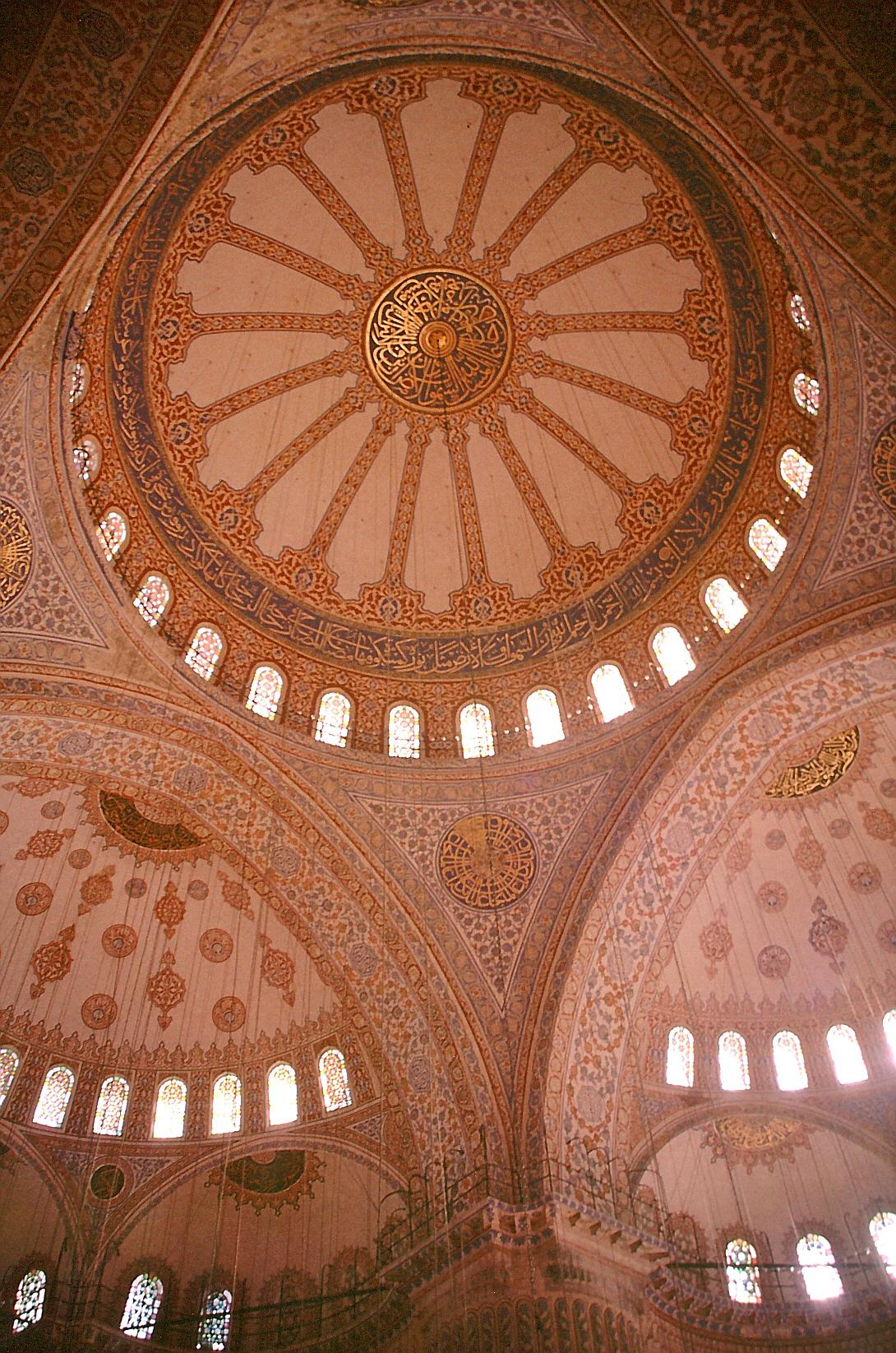
主穹頂的近照
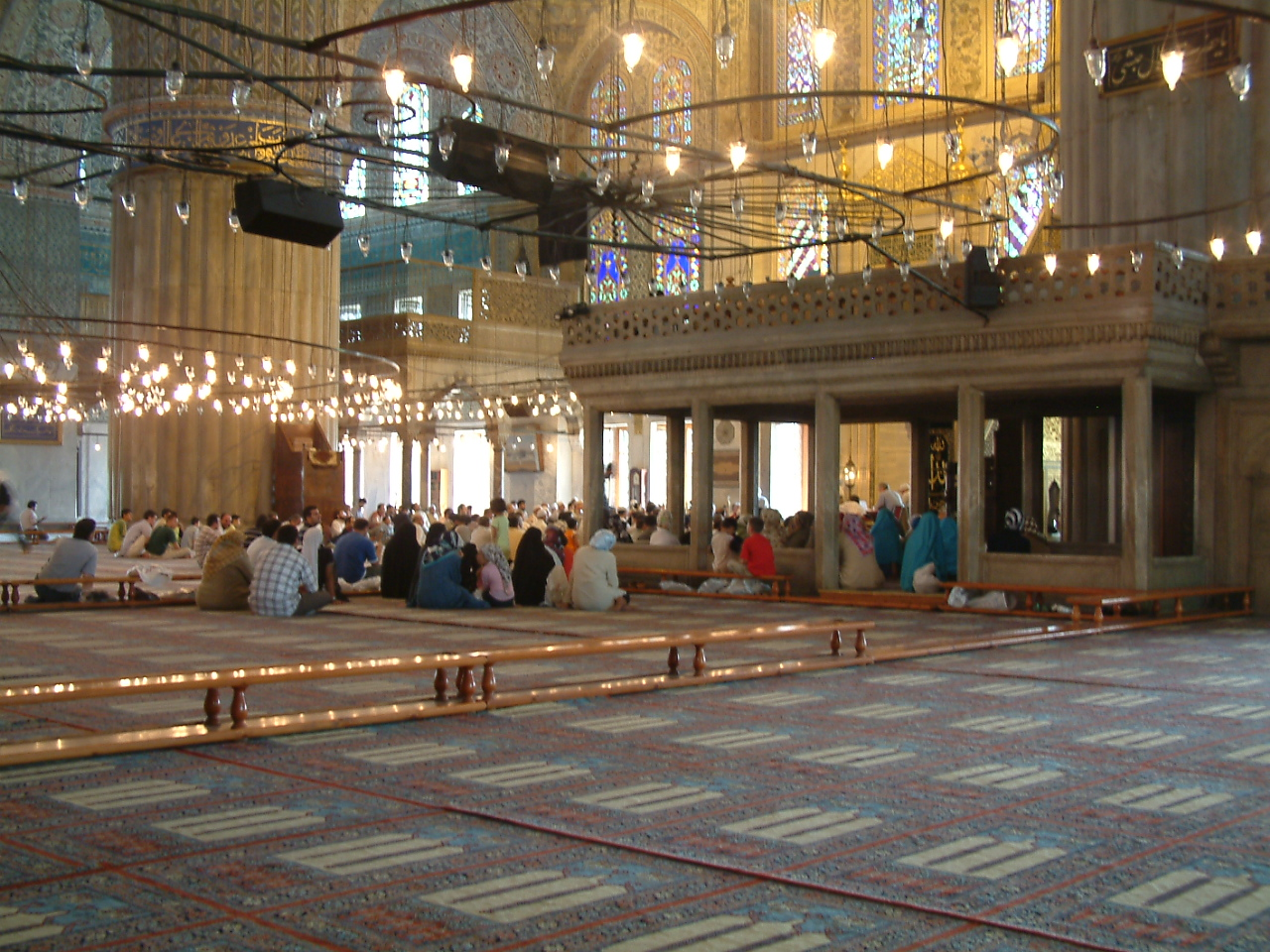
清真寺內的禱告者
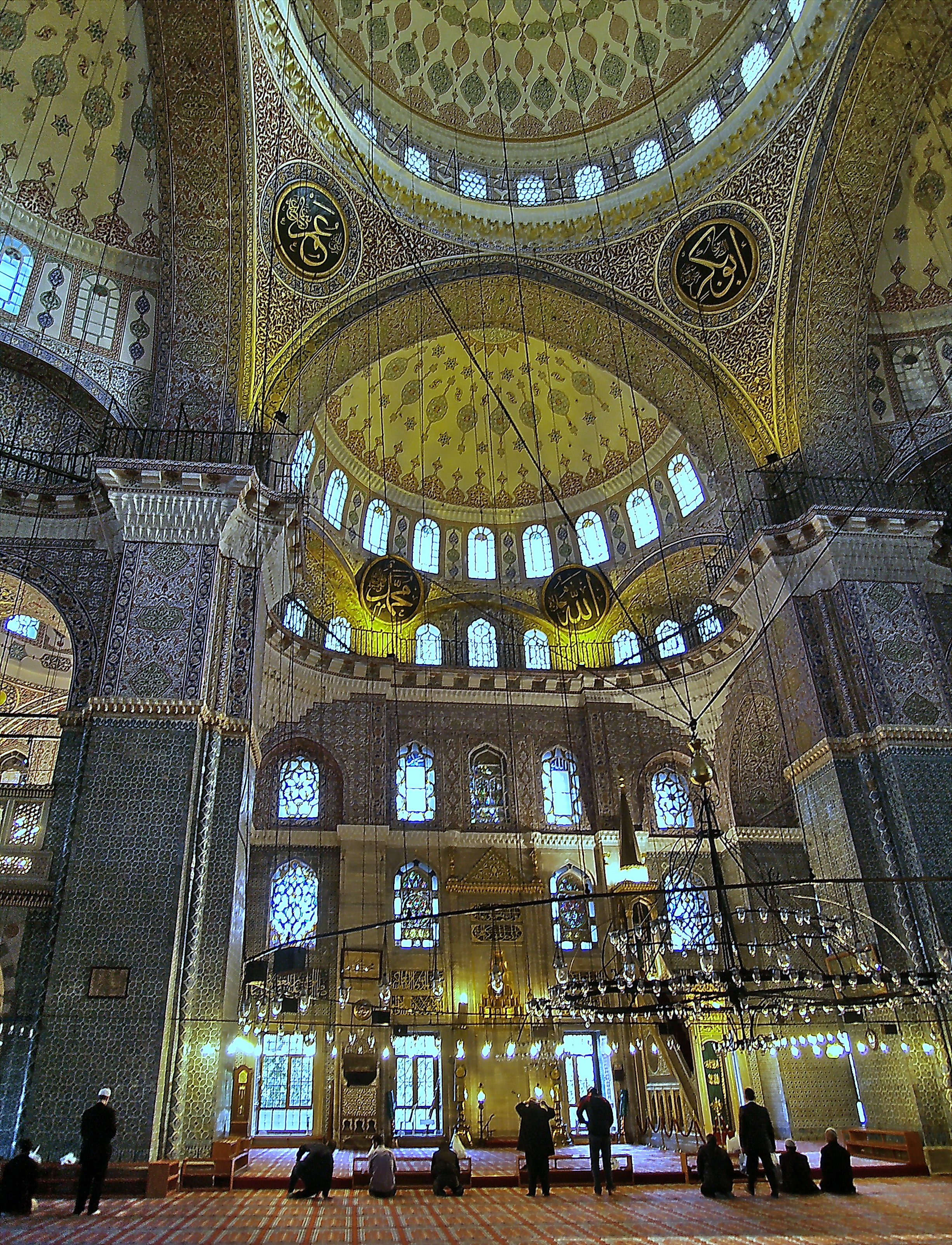
清真寺內景
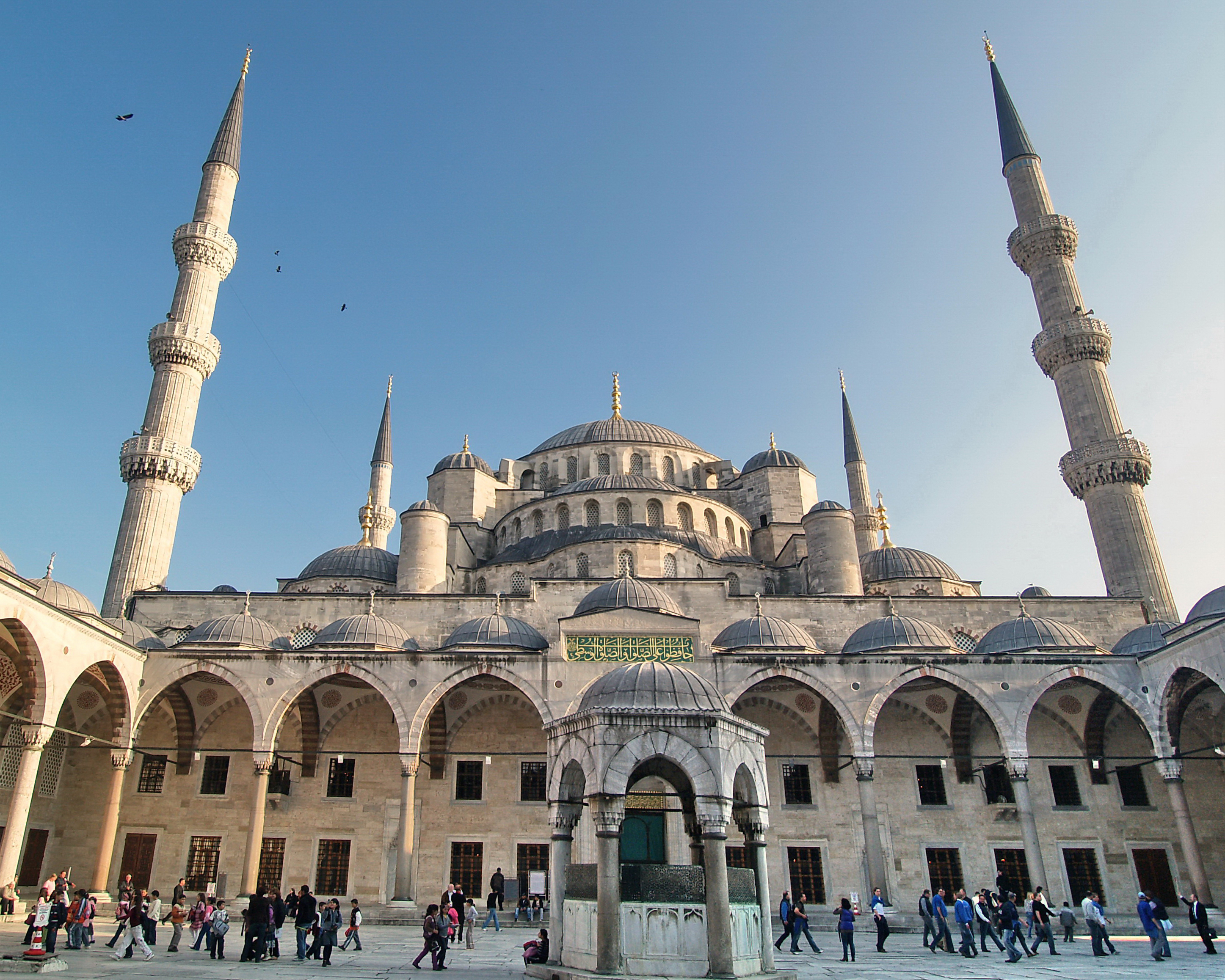
清真寺庭景
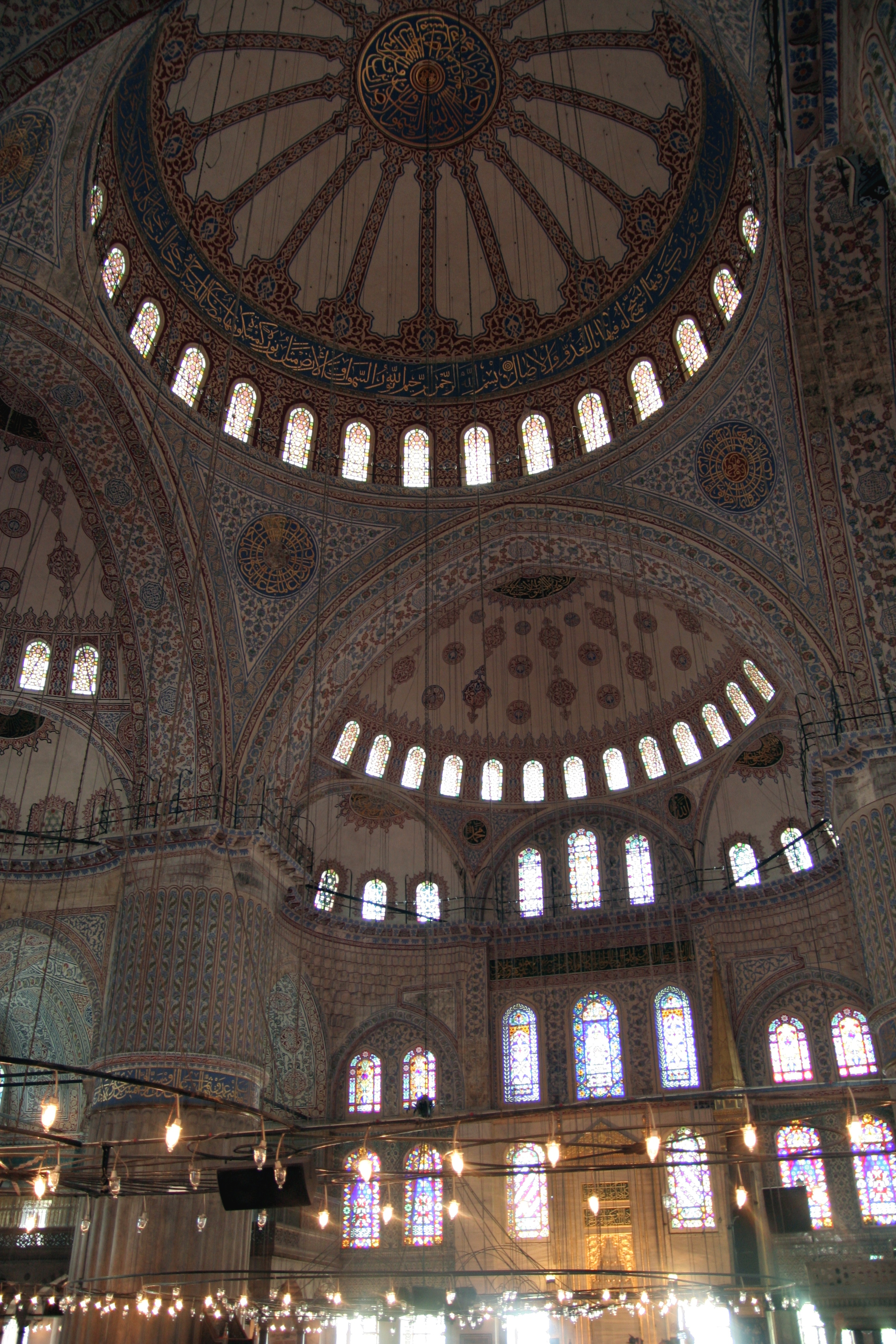
清真寺穹頂

### 註腳
1. ↑  Encyclopedia of architectural and engineering feats, Donald Langmead, Christine Garnaut, page 322, 2001
2. 1 2 3  John P. Eberhard. . Oxford University Press US. 2008年: 第110頁. ISBN 0195331729 （英语）.
3. ↑  Donald Langmead、Christine Garnaut. . ABC-CLIO. 2001年: 第322頁. ISBN 157607112X （英语）.
4. ↑  Robert Furneaux Jordan、Bodo Cichy. . Thames and Hudson. 1962年: 第129頁 （英语）.
5. ↑  Heidi Sarna、Matt Hannafin. . John Wiley and Sons. 2005年: 第26頁. ISBN 0764598309 （英语）.
6. 1 2  Jane Taylor. . Tauris Parke Paperbacks. 2007年: 第173–175頁. ISBN 1845113349 （英语）.
7. ↑  .   [2009-06-30]. （原始内容存档于2009-09-03）.  Sultan Ahmet Mosque
8. ↑  Central Bank of the Republic of Turkey （页面存档备份，存于）. Banknote Museum: 5. Emission Group - Five Hundred Turkish Lira - I. Series （页面存档备份，存于）, II. Series （页面存档备份，存于）, III. Series （页面存档备份，存于） & IV. Series （页面存档备份，存于）. – Retrieved on 20 April 2009.
9. ↑  Banister Fletcher、James C. Palmes. . Scribner. 1975年: 第441頁. ISBN 040801587X （英语）.
10. ↑  Jayne L. Warner、Talât Sait Halman. . Syracuse University Press. 2001年: 第13頁. ISBN 0815681321 （英语）.
11. ↑  John Carswell. . Published for the Trustees of the British Museum by British Museum Press. 1998年: 第106頁. ISBN 0500511926 （英语）.
12. ↑  Sheila Blair、Jonathan M. Bloom、Richard Ettinghausen. . Yale University Press. 1995年: 第229頁. ISBN 0300064659 （英语）.
13. ↑  .   [2009-07-01]. （原始内容存档于2012-02-07）.
14. ↑  Icon Group International, Inc. . Icon Group International, Inc. 2008年: 第135頁. ISBN 0546660681 （英语）.
15. ↑  Öz, T., "Sultan Ahmet Camii' in Vakiflar Dergisi, I, Ankara, 1938
16. ↑  Evliya Efendi, Narrative of travels in Europe, Asia, and Africa in the seventeenth century; London, 1846
17. ↑  Naima M., Annals of the Turkish Empire from 1591 to 1659 of the Christian Era; Frazer, London, 1832
18. ↑  Tournefort, J.P., Marquis de, Relation d'un voyage du Levant, Amsterdam, 1718
19. ↑  Lynn A. Levine. . John Wiley and Sons. 2004年: 第101頁. ISBN 0764544519 （英语）.
20. ↑  Jane Turner. . Grove's Dictionaries. 1996年: 第628頁. ISBN 1884446000 （英语）.
21. ↑  .   [2009-07-01]. （原始内容存档于2008-12-30）.
22. ↑  .   [2009-07-01]. （原始内容存档于2012-02-05）.

Template:伊斯坦堡地標